# ۳۱۱ (پیش از میلاد)
۳۱۱ (پیش از میلاد) ۳۱۱مین سال قبل از تقویم میلادی است.